# Fòrum Democràtic Caldeu
Fòrum Democràtic Caldeu és un partit polític caldeu de l'Iraq, dirigit per Saeed Shama, defensor de la separació de la identitat caldea dels assiris i arameus/siríacs.
No va prendre part directament a les eleccions del gener del 2005 (a les governacions provincials, assemblea regional del Kurdistan iraquià i constituents de l'Iraq, donant suport a la llista de l'Aliança Democràtica i Patriòtica del Kurdistan. A les eleccions iraquianes parlamentàries del desembre del 2005 va participar com a part de la Llista Nacional Nahrain, que no va aconseguir representació (8.710 vots tots els partits de la llista). A les eleccions a les governacions del 2009 va anar amb la llista Patriòtica Ishtar que va aconseguir els representants de Niniveh i Bagdad que no obstant foren per altres partits de la coalició. El mateix 2009 a les eleccions legislatives regionals del Kurdistan va anar en la llista Unificada Caldea amb el Partit de la Unió Democràtica Caldea (amb suport del Congrés Nacional Caldeu) però va quedar en tercera posició (1.700 vots, 8,6%) sense representació. Finalment a les eleccions del març del 2010 va anar en la llista Democràtica Ishtar, obtenint 3.077 vots (4,2%) i cap diputat.